# Mechau
Mechau ist eine Ortschaft und ein Ortsteil der Stadt Arendsee (Altmark) im Altmarkkreis Salzwedel in Sachsen-Anhalt.

## Geographie
Mechau, ein Angerdorf mit Kirche, liegt 9 Kilometer westlich der Stadt Arendsee (Altmark) und 13 Kilometer östlich der Kreisstadt Salzwedel an der Grenze zu Niedersachsen. Östlich fließt der Flötgraben.
Nachbarorte sind Jeebel und Riebau im Westen, Kaulitz im Osten und Ritzleben im Süden.

## Geschichte

### Mittelalter bis 20. Jahrhundert
Mechau wurde erstmals urkundlich im Jahr 1268 als Mechowe erwähnt, als Markgraf Otto das Hospital zu St. Georg in Salzwedel mit Besitzungen in Riebow, Mechau und Thüritz beschenkte. Im Landbuch der Mark Brandenburg von 1375 wurde das Dorf ebenfalls als Mechowe aufgeführt. Die von Jagow, das Hospital zu St. Georg in Salzwedel und die Clüden hatten hier Besitz.
Im 18. Jahrhundert ist auch der Name Mechowe in Gebrauch. Fabri berichtete 1796: „Außer einem Schmied, Rademacher und einem Leineweber sind keine Handwerker hier. Ackerbau und Viehzucht sind die Hauptnahrungszweige.“ Bei einem Brand am Anfang des 18. Jahrhunderts sind alle alten Nachrichten vor Ort verloren gegangen.
Südlich des Dorfes stand eine Windmühle. Im Dorf gab es eine Wassermühle.

### Eingemeindungen
Bis 1807 gehörte das Dorf zum Arendseeischen Kreis der Mark Brandenburg in der Altmark. Danach lag es ab 1807 bis 1813 im Kanton Arendsee auf dem Territorium des napoleonischen Königreichs Westphalen. Ab 1816 gehörte die Gemeinde zum Kreis Osterburg, dem späteren Landkreis Osterburg in der preußischen Provinz Sachsen.
Am 15. Juni 1950 wurde die Gemeinde Mechau in den Landkreis Salzwedel umgegliedert. Am 25. Juli 1952 kam die Gemeinde zum Kreis Salzwedel und am 1. Juli 1994 zum heutigen Altmarkkreis Salzwedel.
Am 1. Januar 2011 wurde die Gemeinde Mechau per Landesgesetz in die Stadt in Arendsee (Altmark) eingemeindet und wurde so zur Ortschaft Mechau mit dem Ortsteil Mechau.

### Einwohnerentwicklung

#### Gemeinde
| Jahr | Einwohner |
| ---- | --------- |
| 1734 | 235       |
| 1774 | 252       |
| 1789 | 254       |
| 1798 | 271       |
| 1801 | 285       |
| 1818 | 280       |
| 1840 | 342       |
| 1864 | 403       |
| 1876 | 404       |
| 1885 | 368       |
| 1892 | [00]369   |

| Jahr | Einwohner |
| ---- | --------- |
| 1895 | 371       |
| 1900 | [00]334   |
| 1905 | 362       |
| 1910 | [00]335   |
| 1925 | 357       |
| 1939 | 320       |
| 1946 | 455       |
| 1964 | 370       |
| 1971 | 299       |
| 1981 | 255       |
| 1985 | [00]244   |

| Jahr | Einwohner |
| ---- | --------- |
| 1990 | [00]217   |
| 1993 | 216       |
| 1995 | [00]220   |
| 1998 | [00]249   |
| 2000 | [00]273   |
| 2002 | [00]275   |
| 2005 | [00]258   |
| 2006 | [00]279   |
| 2007 | [00]273   |
| 2008 | [00]275   |
| 2009 | [00]273   |

Quelle, wenn nicht angegeben, bis 1993

#### Ortsteil
| Jahr | Einwohner |
| ---- | --------- |
| 2011 | 281       |
| 2012 | 285       |
| 2013 | 282       |
| 2014 | 276       |
| 2015 | 269       |
| 2016 | 270       |

| Jahr | Einwohner |
| ---- | --------- |
| 2017 | 265       |
| 2020 | [00]274   |
| 2021 | [00]272   |
| 2022 | [0]276    |
| 2023 | [0]264    |

Quelle wenn nicht angegeben, 2011–2017

## Religion
Die evangelische Kirchengemeinde, die früher zur Pfarrei Mechau gehörte, wird heute betreut vom Pfarrbereich Fleetmark-Jeetze im Kirchenkreis Salzwedel im Bischofssprengel Magdeburg der Evangelischen Kirche in Mitteldeutschland.
Im Jahre 1903 gehörten zur Pfarrei Mechau die Kirchengemeinde Mechau bei Binde (Altmark) im Landkreis Osterburg und die Kirchengemeinde Ritzleben im Landkreis Salzwedel. Das Kirchenpatronat in Mechau lag beim Major a. D. von Jagow auf Pollitz und Rittergutsbesitzer von Jagow auf Aulosen, das Patronat in Ritzleben lag beim Reichsfreiherrn von dem Knesebeck-Milenbonck.
Die katholischen Christen gehören zur Pfarrei St. Laurentius in Salzwedel im Dekanat Stendal im Bistum Magdeburg.

## Politik

### Ortsbürgermeister
Hartmut Baier ist Ortsbürgermeister der Ortschaft Mechau und Mitglied im Stadtrat von Arendsee. Er war auch letzter Bürgermeister der Gemeinde.

### Ortschaftsrat
Die Ortschaftsratswahl am 9. Juni 2024 ergab diese Sitzverteilung: 
- 5 Sitze Freie Wählergemeinschaft Mechau
- 1 Sitz Einzelbewerber Seehausen

Gewählt wurden eine Frau und 5 Männer. Die Wahlbeteiligung betrug 77,57 Prozent.

### Wappen
Blasonierung: „In Grün eine silberne Kirche (Vorderfront) mit spitzbogiger schwarzer Toröffnung und zwei rundbogigen schwarzen Fensteröffnungen; der Turm mit runder schwarzer Öffnung, Sims und beknauftem Runddach. Links oben ein steigender, dreiblättriger, goldener Lindenzweig, rechts oben ein goldenes Rad mit 6 Speichen.“

### Flagge
Die Flagge ist Grün - Weiß - Grün gestreift mit dem aufgelegten Wappen auf dem breiteren weißen Mittelstreifen.

## Vereine
Die Sektion Fußball des ansässigen Sportvereins SG Eintracht Mechau e. V. trägt im Sportpark SG Eintracht Mechau seine Spiele aus.

## Kultur und Sehenswürdigkeiten

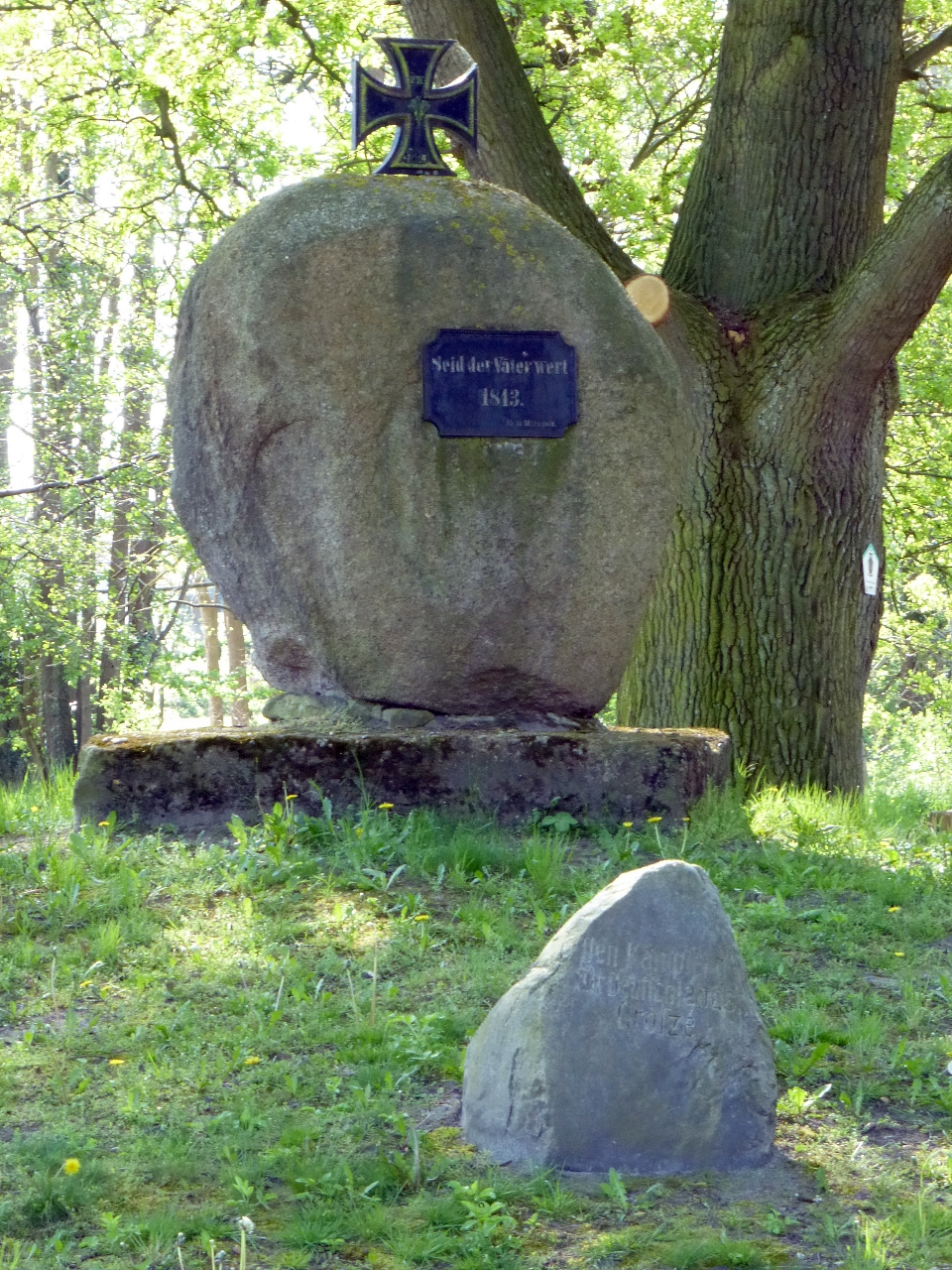
Findling mit der Aufschrift „Seid der Väter wert.“

- Die evangelische Dorfkirche Kirche Mechau ist ein Backsteinneubau aus den Jahren 1897 und 1898, welcher an den Feldsteinturm der alten Kirche aus dem 13. Jahrhundert angebaut wurde. Die Dächer sind mit Schiefer gedeckt.[24]
- Auf dem zentralen Platz des Ortes mit als Naturdenkmalen geschützten Eichen wird mit einem großen Findling mit der Aufschrift „Seid der Väter wert.“ an die Kriegsopfer von 1813 gedacht.[25]

## Verkehr
Der Haltepunkt Mechau liegt an der 2004 stillgelegten Bahnstrecke Salzwedel–Geestgottberg.

## Wirtschaft und Infrastruktur
Größter Gewerbebetrieb im Ort ist ein Produzent von Dämm- und Bauplatten, dessen Werk sich neben dem früheren Bahnhof befindet.

## Sage aus Mechau
Im Jahre 1892 überlieferte der Pfarrer Wilhelm Zahn einen Vers über eine Schlacht bei Mechau im Dreißigjährigen Krieg.

„vör Mechau in de haide
då is n’ schönen plån,
då hört'n alle morgen
de Swedentrummeln slần.“

Alfred Pohlmann erzählte im Jahre 1910 dazu in der Sage „Die Schwedenschlacht bei Mechau“, dass zwischen den Dörfern Mechau, Ritzleben und Riebau ein „blutiges Treffen stattgefunden habe“. Den Vers bezeichnet er als den „Rest eines längeren geschichtlichen altmärkischen Volksliedes“. Hanns H. F. Schmidt schilderte die Sage mit dem Vers im Jahr 1994 unter dem Titel „Die Schwedentrommel“.